# Grieskirchen
Grieskirchen je okresní město okresu Grieskirchen v rakouské v spolkové zemi Horní Rakousy. Žije zde přibližně 5 000 obyvatel.